# Meganeura
Meganeura monyi is een uitgestorven insect dat gelijkenis vertoonde met libellen, uit het Laat-Carboon (circa 280 miljoen jaar geleden) die leefde in de moerassen van Europa en wellicht ook in Noord-Amerika. Dit dier was met een lengte van veertig centimeter en een spanwijdte van zeventig centimeter waarschijnlijk het grootste insect ooit. Meganeura was een roofdier dat zich voedde met andere insecten maar ook hagedissen en kleine amfibieën. In de steenkoolwouden leefde naast Meganeura nog een andere reusachtige geleedpotige: Arthropleura. Dat dier was een honderdtachtig centimeter lange verwant van de hedendaagse miljoenpoten. Geleedpotigen konden in het Carboon deze enorme afmetingen bereiken doordat de atmosfeer veel meer zuurstof bevatte dan tegenwoordig (vijfendertig procent tegenover eenentwintig procent).

## Beschrijving
Meganeura monyi werd gevonden in de kolenlagen van het Stephanien van Commentry, Allier in Frankrijk tijdens de jaren 1880. Ze leefde in het Boven-Carboon en werd in 1885 beschreven door de Franse paleontoloog Charles Brongniart. Tegenwoordig wordt het exemplaar van deze soort bewaard in het Muséum national d'histoire naturelle in Parijs. Met een spanwijdte van zesenzestig tot zeventig centimeter, afhankelijk van de reconstructie, en een rompdiameter van ongeveer 2,8 centimeter, was het een van de grootste insecten die ooit hebben geleefd.
Het best bewaarde exemplaar, later uitgeroepen tot een type exemplaar, toont een onvolledige indruk van het lichaam met alle vier de vleugels zonder hun buitenste (distale) secties. Grote delen - zoals het achterste deel van de buik - zijn niet bewaard gebleven. Afbeeldingen van het fossiel zijn te vinden in Nel et al. De exacte grootte van het dier is gebaseerd op reconstructies. De prominente en bekende soort werd verschillende keren gereconstrueerd, onder andere naar de eerste descriptor van Anton Handlirsch en Robin John Tillyard. De soort heeft een relatief klein lichaam voor zijn spanwijdte, die verhoudingsgewijs kleiner is dan die van recente grote libellen. In vergelijking met de recente grote libellen heeft de vleugelader tal van originele kenmerken (plesiomorfisme): er wordt geen vleugelteken (pterostigma), nodus of vleugeldriehoek gevormd. De longitudinale aderen zijn overwegend relatief delicaat en meestal parallel, dicht bij elkaar gegroepeerd in het voorvleugelgedeelte. De takken van de cubitus zijn gebogen in een S-vorm. De soort is te onderscheiden van andere primitieve libellen van dezelfde tijdpositie (de Meganisoptera-orde) in details van de vleugeladers. De benen hadden vijf tarsen-segmenten.
Meganeura monyi staat alleen bekend om zijn typelocatie en werd nooit meer teruggevonden na de oorspronkelijke vondsten. Lange tijd werd het beschouwd als de enige soort in het geslacht waaraan slechts enkele slecht bewaarde fossielen uit het Oeralgebied en Canada werden toegewezen, maar die waarschijnlijk niet zijn geassocieerd. De verwantschap van sommige vleugelfragmenten uit Commentry zelf met de soort werd ook in twijfel getrokken door anderen. De soort werd door Handlirsch aan een familie Meganeuridae toegewezen, waarin vele paleontologen hem volgden. Volgens recente ontdekkingen van verwante soorten zijn de kenmerken die worden gebruikt om de familie af te bakenen echter onduidelijk, zodat de exacte relaties twijfelachtig zijn.